# Strada statale 739 di Bagnara Calabra
La ex strada statale 739 di Bagnara Calabra (SS 739), ora nota come nuova strada Anas 433 di Bagnara Calabra (NSA 433), era una strada statale italiana che collega l'Autostrada A2 alle zone limitrofi di Bagnara Calabra.

## Percorso
Si tratta del vecchio tracciato della attuale A2, sostituito da quello costruito ex novo nell'ambito del progetto di ammodernamento dell'arteria stessa, nel tratto compreso tra gli ex svincoli di Sant'Elia e quello di Scilla.
A causa della sua natura, la strada si presenta a carreggiata doppia con due corsie per senso di marcia, poco curate (sono presenti erbacce e asfalto dissestato). L'innesto iniziale è in corrispondenza dell'attuale svincolo di Bagnara Calabra dell'autostrada stessa sulla strada statale 18 Tirrena Inferiore e quello finale sull'ex strada statale 112 d'Aspromonte nei pressi di Pellegrina, frazione di Bagnara Calabra.
La strada ha ottenuto la qualifica di strada statale nel 2015 con il seguente itinerario "Svincolo di Bagnara Calabra con l'A3 - Innesto con la S.P. Ex S.S. n. 112". Nel corso del 2017 è stato modificato in "Svincolo di Bagnara Calabra con l'A2 - Innesto con la S.P. Ex S.S. n. 112" 
Nel corso del 2018 la strada è stata declassificata e provvisoriamente contrassegnata come nuova strada Anas 433 di Bagnara Calabra (NSA 433).